# 克马农村居民点 (维捷格拉区)
克马农村居民点（俄语：Сельское поселение Кемское）是俄罗斯联邦沃洛格达州维捷格拉区所属的一个农村居民点。其下辖有26个居民点，行政中心为米尔内。据2015年统计，该农村居民点的人口为888人。